# 1535
Відродження •  Реформація • Доба великих географічних відкриттів •  Ганза

## Геополітична ситуація
Османську державу очолює Сулейман I Пишний (до 1566). Імператором Священної Римської імперії є Карл V Габсбург (до 1555). У Франції королює Франциск I (до 1547).
Середню частину Апеннінського півострова займає Папська область. Неаполітанське королівство на півдні захопила Іспанія. Венеційська республіка залишається незалежною, Флорентійське герцогство, Генуя та герцогство Міланське входять до складу Священної Римської імперії.
Іспанським королівством править Карл I (до 1555). В Португалії королює Жуан III Благочестивий (до 1557).
Генріх VIII є королем Англії (до 1547). Трон Данії та Норвегії вакантний після смерті Фредеріка I. Королем Швеції — Густав I Ваза (до 1560). Королем частини Угорщини та Богемії є римський король Фердинанд I Габсбург (до 1564). На більшій частині Угорщини править Янош Запольяї як васал турецького султана. У Польщі королює Сигізмунд I Старий (до 1548), він же залишається князем Великого князівства Литовського.
Галичина входить до складу Польщі. Волинь належить Великому князівству Литовському. Московське князівство очолює Іван IV (до 1575).
На заході євразійських степів існують Казанське ханство, Кримське ханство, Астраханське ханство, Ногайська орда. Єгипет захопили турки. Шахом Ірану є сефевід Тахмасп I.
У Китаї править династія Мін. Значними державами Індостану є Імперія Великих Моголів, Біджапурський султанат, Віджаянагара. В Японії триває період Муроматі.
Триває підкорення Америки європейцями. На завойованих землях ацтеків існує віцекоролівство Нова Іспанія.

## Події
- Митрополитом Київським, Галицьким і Всієї Русі став Макарій Московитянин.
- Триває Московсько-литовська війна 1534—1537 років.
- Московсько-казанська війна (1535—1552).
- 1 липня англійський мислитель і державний діяч Томас Мор, котрий вже близько року перебував у тюрмі за відмову визнати законним розлучення Генріха VIII і скласти присягу главі англіканської церкви, постав перед судом і був засуджений до четвертування, яке король замінив на відрубування голови.
- Реформація:
  - 10 травня невеличкий загін анабаптистів спробував захопити Амстердам.
  - 24 червня війська Філіпа Гессенського поклали край комуні анабаптистів у Мюнстері.
  - В Антверпені заарештовано за звинуваченням у єресі Вільяма Тіндейла, англійського перекладача Біблії.
  - Папа римський Павло III наклав на Англію інтердикт через друге одруження короля Генріха VIII.
- Об'єднані шведський та данський флоти завдали поразки флоту Ганзи у битві при Борнгольмі.
- Флот імператора Карла V Габсбурга відвоював у турків Туніс, захоплений раніше Хайр ад-Діном Барбароссою.
- У Брешії засновано Орден урсулинок, покликаний займатися освітою дівчат.
- Новий світ:
  - 6 січня на пустельному тихоокеанському узбережжі Південної Америки іспанський конкістадор Франсиско Пісарро заснував місто Лос-Реєс де Ліма, нині відоме як Ліма, столиця Перу.
  - Друга спроба іспанців покорити Юкатан завершилася невдачею.
  - Томас де Берланґа відкрив Галапагоські острови.
  - Ернан Кортес відкрив Каліфорнію.
  - Іспанці заарештували великого інку Манко Юпанкі, стратили Кіскіса та Руміньяві.
  - Франциско Пісарро та Дієґо де Альмаґро розділили між собою території інків.
  - Дієґо де Альмаґро розпочав експедицію в Чилі.
  - На завойованих іспанцями американських землях утворено віце-королівство Нову Іспанію. Її першим віце-королем став Антоніо де Мендоса.
  - Жак Картьє, досліджуючи річку Святого Лаврентія відкрив острів, на якому в майбутньому виросте місто Монреаль.

## Народились
Докладніше: Народилися 1535 року

## Померли
Докладніше: Померли 1535 року
- 6 липня — у Лондоні страчено англійського письменника, мислителя, одного з основоположників утопічного соціалізму, лорда-канцлера Томаса Мора, котрий відмовився присягнути Генріху VIII як главі англіканської церкви.